# شيكو نيتو
شيكو نيتو (بالبرتغالية: Francisco Bueno Netto‏) (9 أبريل 1894 في البرازيل - 18 يونيو 1959 بمارينغا في البرازيل) هو مدرب كرة قدم ولاعب كرة قدم برازيلي في مركز الدفاع. شارك مع منتخب البرازيل لكرة القدم. أما مع النوادي، فقد لعب مع نادي أمريكا ونادي أميريكانو ونادي فلومينينسي ونادي ساو بينتو الرياضي وSport Club Americano ‏ وAssociação Atlética São Bento ‏.

## وصلات خارجية
- شيكو نيتو على موقع ناشيونال فوتبول تيمز (الإنجليزية)
- شيكو نيتو على موقع عالم كرة القدم.نت (الإنجليزية)